# 小泉光臣
小泉光臣（日语：／ Koizumi Mitsuomi，1957年4月15日—），日本煙草產業的前任總裁。他畢業於东京大学经济系。
他於2012年6月取代木村宏擔任總裁。2018年1月，小泉卸任总裁。